# Achtung, die Kurve!
Achtung, die Kurve!, også kendt som Zatacka, er et freeware multiplayer DOS-computerspil, hvor man kan være alt fra 1 til 6 spillere. Spillets opfinder eller opfindere er ukendte, men spillet formodes at være lavet i 1995, skrevet i Borland C++.
Spillet har visse ligheder med spillet snake, dog er målet i Achtung die Kurve! at få modstanderens kurve til enten at ramme væggen, hans kurve eller sin kurve. Man kontrollerer kurven ved hjælp af to knapper: Den ene får kurven til at dreje til venstre, den anden til højre. Selvom spillet har forholdsvis primitiv grafik, anses gameplayet for at være godt.

## Gameplay
Spillerne starter tilfældige steder rundt omkring på skærmen, og de bliver ved med at bevæge sig med konstant fart indtil de "kører" galt eller vinder.
Målet er at "udradere" alle de andre kurver, cokurverne, og være den sidste tilbage som ikke er kørt galt. Dette sker oftest ved at man tvinger sine modstandere til at køre galt. Med varierende mellemrum bliver der lavet relativt små huller i kurverne. Disse huller er perfekte til at slippe ud af en situation, hvor man normalt havde kørt galt, eller til at vise sine færdigheder overfor sine modstandere.

### Styring
| Farve      | Venstre          | Højre          |
| ---------- | ---------------- | -------------- |
| Rød        | 1                | Q              |
| Gul        | Ctrl (Venstre)   | Alt (Venstre)  |
| Orange     | M                | ,              |
| Grøn       | ←                | ↓              |
| Lilla/Pink | / (Numpad)       | * (Numpad)     |
| Blå        | Venstre musetast | Højre musetast |

## Score
Hver spiller modtager ét point, hver gang en af de andre kurver kører galt.
Vinderen er den første spiller, der når en totalscore på [#spillere -1]*10. Eksempelvis vil et tomandsspil slutte når en spiller når 10 points og et tremandsspil når der opnås 20. Hvis flere spillere har samme antal points ved slutresultatet, spilles der én ekstra runde hvor vinderen findes.

## Baggrundsviden
Et spil starter, når en person har åbnet spillet på sin computer og råber "ACHTUNG DIE KURVE!" Først til mølle er med i spillet.
Når man spiller Achtung die Kurve! er det normalt, at man ikke bliver kaldt ved navn, blot farven af den kurve man kontrollerer. Dette fænomen er også udbredt blandt spillere, der i forvejen kender hinandens navne. Man kan kalde det for en slags kulturfænomen, men man mener også, at det kan være opstået, fordi spillerne i Achtung die Kurve! ikke vil fokusere på andet end selve gameplayet.
Nogle mere erfarne spillere prøver at tilsætte spillet mere udfordring ved at skulle tegne forskellige figurer med deres kurver. Andre tilsætter krydderi ved at lave konkurrence om, hvem der kan passere flest kurvehuller, samtidigt med at de selvfølgelig ikke må røre hverken kurverne eller væggen.
Når selve spillet er slut, står der ordene "Konec Hry" på skærmen. Man spekulerer i, at det er fordi opfinderne af dette spil er tjekkere, for på tjekkisk betyder ordene "game over". Derudover er Zatacka det tjekkiske ord for kurve.
Der er flere grunde til, at dette spil er blevet så populært. En af dem er, at spillet har begrænsede krav til computeren.

## Sangen
Der er også en Achtung die Kurve!-sang som eksisterer på internettet. Sangen er sunget på tysk. Omkvædet i sangen lyder nogenlunde således: "Achtung, Achtung, die Kurve. Was tust du jetzt? Du weißt ja niemals wo die Kurven gehen." ("Pas på, pas på kurverne. Hvad gør du nu? Man ved aldrig, hvor kurverne fører hen."). Kunstneren, der har lavet denne sang, er endnu ukendt, men han er sandsynligvis en fan af spillet.

## Power-ups
Power-ups eller angreb blev implementeret i Achtung Die Kurve II. Spilleren der fører har som udgangspunkt ikke nogen power-ups, og de øvrige spillere har en til flere afhængigt af deres point. Der findes følgende power-ups:
- Skyd hul i en kurve
- Gå gennem væggen
- Drej Skarpt
- Turbo
- Skyd lige streger ud til begge sider
- Spring over
- Skift plads
- Ingen

## Terminologi
Der findes forskellige danske begreber omkring forskellige spiltræk og begivenheder. 
- Spontanus Kurvus er en begivenhed, som tilfældigt sker når en spiller er ved at dø mod en modstanders bevægende kurve, der spontant laver et hul, og som derfor overraskende overlever.
- Double trouble er et udtryk som beskriver en kurves succesfulde gennemtrængning af to meget nærtliggende huller. 
  - Tripple trouble er ligesom ovenstående, blot med 3 huller.
  - Quadrople trouble er en ekstrem sjældenhed, som kun en veteran har oplevet
- Infiltration er hvor en spiller invaderer området, som en bruger af imperium-strategien ellers havde afsat til fremtidig plads til overlevelse.